# Heilige Dreifaltigkeit (Neustadt an der Waldnaab)

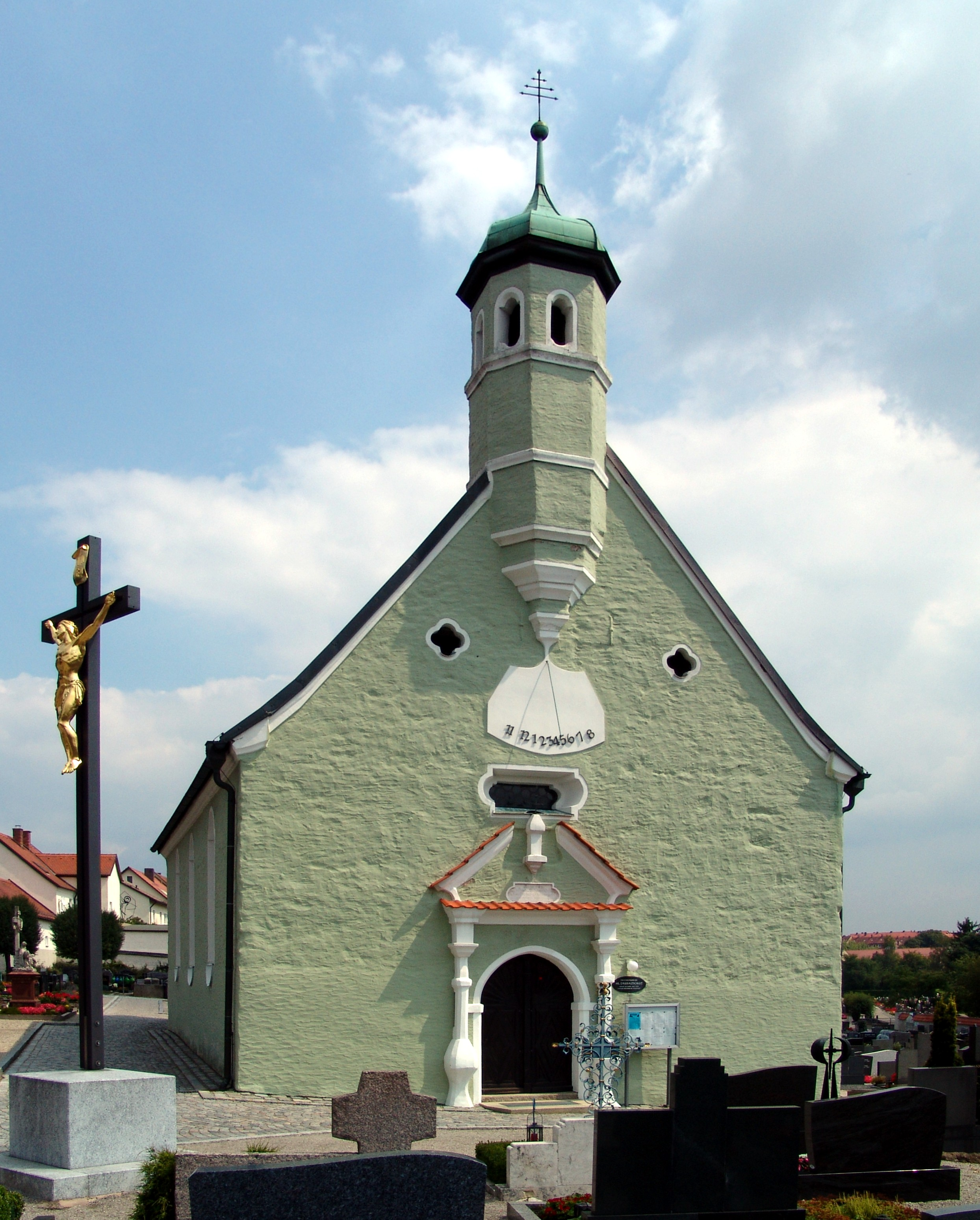
Heilige Dreifaltigkeit (Neustadt an der Waldnaab)

Die römisch-katholische, denkmalgeschützte Kirche Heilige Dreifaltigkeit steht auf dem Friedhof von Neustadt an der Waldnaab, der Kreisstadt des Landkreises Neustadt an der Waldnaab der Oberpfalz. Die Kirche gehört zum Bistum Regensburg. Das Bauwerk ist unter der Denkmalnummer D-3-74-139-11 als Baudenkmal in die Bayerische Denkmalliste eingetragen.

## Beschreibung
Die Saalkirche aus verputzten Bruchsteinen wurde 1662 auf dem 1629 angelegten Friedhof errichtet. Sie besteht aus einem Langhaus, das mit einem Satteldach bedeckt ist, und einem eingezogenen, dreiseitig geschlossenen Chor im Osten. Über dem Giebel der Fassade im Westen erhebt sich ein achteckiger Dachreiter, der mit einer Glockenhaube bedeckt ist. Das Portal im Westen ist mit einem Sprenggiebel bedeckt. 
Der Innenraum des Langhauses, der an drei Seiten Emporen hat, ist mit einer Flachdecke überspannt, der des Chors mit einem Stichkappengewölbe. Aus der Erbauungszeit der Kirche stammen drei Altäre jeweils in Form einer Ädikula. Auf dem Altarretabel des Hochaltars ist die Kreuzigung und die Auferstehung Jesu Christi dargestellt.